# Axel Hauschild
Axel Hauschild (* 15. Dezember 1962) ist ein ehemaliger Fußballtorhüter aus der DDR.

## Leben und Werk
Hauschild spielte von 1980 bis 1988 für den F.C. Hansa Rostock und absolvierte in der Zeit insgesamt 46 Oberliga-, 27 Ligaspiele und zwölf Einsätze im FDGB-Pokal. Das erste Spiel für Hansa absolvierte Hauschild am 1. November 1980, im FDGB-Pokal beim Halleschen FC. In seiner ersten Saison kam er auf fünf Oberligaeinsätze, in den beiden Folgesaisons stand er insgesamt siebenmal im Tor. Die Saison 1984/85 war seine Saison mit den meisten Einsätzen (20). Hier hatte der Trainer Jürgen Heinsch nach schwachem Saisonstart einen Torhüterwechsel vorgenommen und stellte den 21-jährigen Hauschild für den 35-jährigen Dieter Schneider ins Tor. In der Saison 1985/86 stieg Hauschild mit dem F.C. Hansa als Tabellenvorletzter aus der Oberliga ab und schaffte in der Folgesaison den direkten Wiederaufstieg. In der Aufstiegssaison bestritt Hauschild 27 Partien. In der gleichen Saison erreichte er mit Hansa das Endspiel des FDGB-Pokals. Im Finale im Stadion der Weltjugend in Berlin stand er in der Startaufstellung und unterlag mit dem Team dem 1. FC Lokomotive Leipzig mit 1:4.
Am 15. März 1988 absolvierte Hauschild seine letzte Partie für den F.C. Hansa, verließ am Saisonende den Verein und spielte anschließend in der Liga für die BSG KKW Greifswald.
In den Spielzeiten 2004/05 – 2005/06 trainierte er den Landesligisten Kröpeliner SV. Gegen Ende des Jahres zog er mit seiner Frau in die Wetterau und unterrichtet seitdem am Internatsgymnasium Lucius in Echzell als Sportlehrer die Klassen des fünften bis dreizehnten Jahrgangs.